# Miconia virescens
Miconia virescens är en tvåhjärtbladig växtart som först beskrevs av Vahl, och fick sitt nu gällande namn av José Jéronimo Triana. Miconia virescens ingår i släktet Miconia och familjen Melastomataceae. Inga underarter finns listade i Catalogue of Life.